# Hogna planithoracis
Hogna planithoracis är en spindelart som först beskrevs av Cândido Firmino de Mello-Leitão 1938. 
Hogna planithoracis ingår i släktet Hogna och familjen vargspindlar. Inga underarter finns listade i Catalogue of Life.